# Otto Wagner
Otto Koloman Wagner (født 13. juli 1841 i Wien, død 11. april 1918 i Wien) er en østrigsk arkitekt, arkitekturteoretiker og byplanlægger. Hans bygninger i jugendstil, hans universitære evner og hans værker om byplanlægning gjorde ham verdensberømt i 1890'erne.

## Liv
Den 13. juli 1841 blev Otto Wagner født i Penzing i Wien. Hans far Rudolf Siemeom Wagner var kongelig-kejserlig hofnotar og med Ottos mor Susanne levede de under storborgerlige forhold. Rudolf Wagner døde af en lungesygdom, da hans søn blot var fem år gammel. Trods den finansielle krise der opstod i familien i kølvandet på faderens død, fik Otto Wagner en god uddannelse. Mellem 1857 og 1862 studerede Wagner på det kongelige bygningsakademi i Berlin og i Wien først ved polyteknisk institut, siden på Wien Kunstakademi bl.a. hos August Sicard von Sicardsburg og Eduard van der Nüll. I 1862 blev den 21-årige Otto Wagner engageret ved Atelier Heinrich von Förster efter et praktisk virke som murerlærling. Dermed kom han til at høre til kredsen omkring Ludwig Förster og Theophilus Hansen og begyndte fra 1864 selvstændigt at bygge i historicisme. Han fik sin første større succes, da han vandt konkurrencen om at opføre en kursalon i Wiener Stadtpark. Imidlertid blev det et andet projekt, der blev virkeliggjort.
Otto Wagner fik to sønner – Otto (1864-1945) og Robert (1865-1954) – med brygmesterdatteren Sophia Paupie (1840-1912). Da han ikke var gift med hende adopterede han begge sønner. Han blev gift med sin første kone Josefine Domhart i 1863. Han fik to døtre – Susanne og Margarete – med hende. Kort efter Otto Wagners mor i 1880 døde, lod han sig skille fra Josephine. I 1884 giftede Wagner sig med Louise Stiffel. Han fik tre børn med hende – Stefan, Louise og Christine.
Den 11. april 1918 døde Otto Wagner i en alder af 76 år. Han er begravet på Hietzinger Friedhof.

## Værker
Det første bind af Otto Wagner Einige Skizzen, Projekte und ausgeführte Bauwerke udkom i 1890, hvorefter 3 yderligere bind fulgte efter. I 1886 – 1888 planlagde og byggede han sin første villa i Hütteldorf ved Wien, som blev kendt for sin udsmykning af maleren Ernst Fuchs.
Omkring 1898 blev historicisme-trækkene ved hans bygningsværker svagere og han kom ind i sin "secessionistiske" fase, fx med det velkendte Majolikahaus. Efterhånden blev hans bygninger mere nøgterne og nærmerede sig mere og mere funktionalismens rene former. Godt eksempel på denne del af hans arkitektur findes i den i 1905 planlagte men først i 1912-13 byggede anden villa i Hütteldorf.
Otto Wagner opnåede også stor anerkendelse for sin Postsparekassebygning i Wien, hvor han ikke kun anvendte de nyeste materialer såsom stålbeton og aluminium, men hvor en særlig syntese af funktionalitet og æstetik lykkedes for ham: Marmorbeklædningen blev fastgjort med nitter på væggen, som virker som en udsmykningsornamentik. Denne teknik anvendte Wagner også ved sin berømte Kirche am Steinhof, som er en kirke tilknyttet et stort psykiatrisk hospital.
Otto Wagner udfærdigede også betydende kunstteoretiske skrifter. Wagner havde en særlig interesse for byplanlægning, hvortil han også skrev teoretiske skrifter. Ved en konkurrence for en generalreguleringsplan for Wien i 1893 vandt han én af de to priser. I 1894 blev han Karl von Hasenauers efterfølger som professor ved Wien Kunstakademi. Samme år fik han opgaven med at lede den kunstneriske udsmykning af Wiener Stadtbahn.
Adskillige betydende arkitekter er udgået fra Wagners skole og til inderkredsen tæller bl.a. Josef Hoffmann, Emil Hoppe, Otto Schönthal og Marcel Kammerer. Men også Jan Kotěra, Joseph Maria Olbrich, Jože Plečnik, Hubert Gessner, Max Fabiani, Karl Pirich, Ernst Lichtblau og mange andre var blandt hans elever.
Otto Wagner blev i løbet af sit liv tildelt talrige æresbeviser og titler. Han var arkitekt, kejserlig-kongelig hofråd, professor ved Wien Kunstakademi, ærespræsident for det østrigske selskab for arkitekter, ærespræsident for sammenslutningen af østrigske kunstnere, æresmedlem af Royal Institute of British Architects i London, medlem af arkitektnetværk i Sankt Petersborg, Bruxelles, Amsterdam, Portugal, Ungarn og Canada, æresmedlem af American Institute of Architects og vicepræsident for congrés artisques internationaux.

## Vigtige bygningsværker
- Sluseanlægget i Nußdorf ved Wien
- Wiener Stadtbahn
- tidligere Niederösterreichischen Landes-Heil- und Pflegeanstalt für Nerven- und Geisteskranke Am Steinhof med kirke, i dag Sozialmedizinischen Zentrum Baumgartner Höhe
- Flere bygninger på Wienzeile i Wien
- Wiener Postsparkasse
- Synagogen i Budapest

## Galleri
- Wiener Postsparkasse
- Kirche am Steinhof
- Otto Wagners første villa
- Otto Wagners anden villa
- Stadtbahn-pavillonen på Karlsplatz i Wien
- Sluseanlægget Nußdorfer Wehr